# Albert Sanz

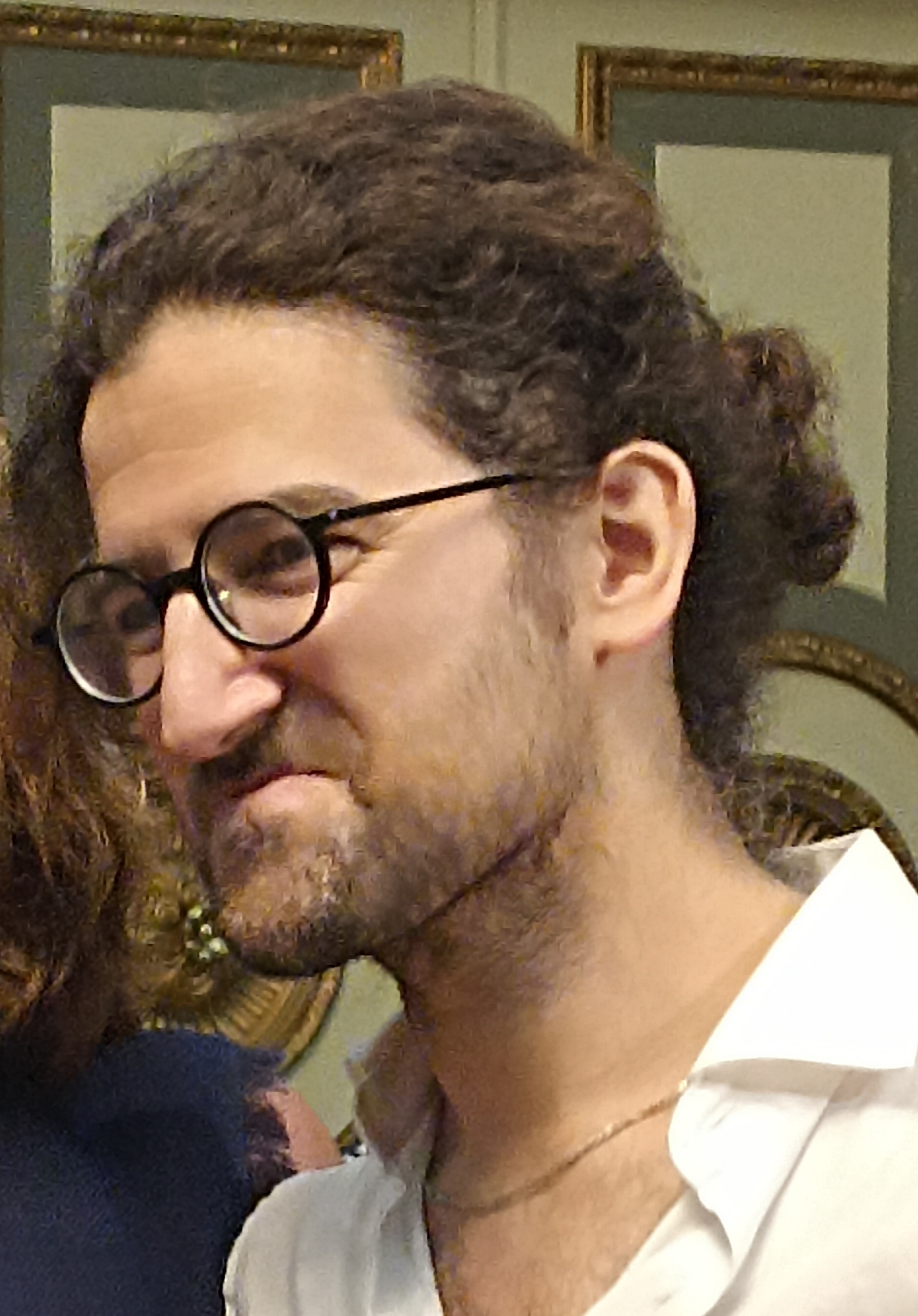
Albert Sanz (2023)

Albert Sanz (* 29. März 1978 in Valencia) ist ein spanischer Jazzmusiker (Piano, auch Orgel, Gesang, Komposition).

## Leben und Wirken
Sanz wuchs in einer Musikerfamilie auf; seine Mutter ist die Sängerin Mamen García, sein Vater der Pianist und Dirigent Josep Sanz; er begann sich aber erst mit 14 Jahren für Musik zu interessieren. Als Autodidakt spielte er zunächst Gitarre und E-Bass, bevor er klassischen Klavierunterricht am Konservatorium von Valencia nahm. Ein Konzert von Tete Montoliu beeinflusste ihn tief. Jazzunterricht am Taller de Músics in Barcelona, Konzerte und Jam-Sessions schlossen sich an. Mit 18 Jahren wurde er als Repräsentant Spaniens im European Youth Jazz Orchestra ausgewählt, mit dem er drei Wochen lang durch Europa reiste und ein Album einspielte.
1998 nahm Sanz mit dem Bassisten David Mengual sein erstes Album auf, Des D’aquí, das in den Cuadernos de Jazz zum besten spanischen Jazzalbum des Jahres gewählt wurde. Mit einem Vollstipendium studierte er von 2000 bis 2002 am Berklee College of Music. Dann zog er nach New York, wo er mit Kurt Rosenwinkel, Chris Cheek und Joe Martin spielte. Sein Konzert in der Jazz Gallery mit Larry Grenadier, Jeff Ballard und Chris Cheek erschien 2003 unter dem Namen Los Guys bei Fresh Sound Records. Sein Album El fabulador (2004) wurde von Cuadernos de Jazz zu einem der besten spanischen Jazz-Alben des letzten Jahrzehnts gewählt.
Kurz nach dieser Aufnahme zog Sanz zurück nach Spanien, um ab 2004 als Jazzlehrer an der Musikene, dem Konservatorium des Baskenlandes, seit 2007 an der Jazzabteilung der Musikhochschule von Valencia tätig zu sein und das Russafa Ensemble zu leiten (Album 2012). Mit seinem damaligen Trio veröffentlichte er das Live-Album Metamorphosis. Weiterhin spielte er in der Flamenco Big Band von Perico Sambeat, dem Trio und Quintett von Jorge Rossy (hier als Organist), Jordi Matas und Carme, und mit Sílvia Pérez Cruz und Javier Colina (En la Imaginacion). Gemeinsam mit Colina und Al Foster entstand das Album O que será, das er auch auf den großen Festivals in Spanien vorstellte. Es folgten Duo-Alben mit Antonio Serrano (Mahalo), dem Trompeter Félix Rossy (Dolphin’s Blues) sowie mit Javier Colina (Sampa, Sinhá). 2016 legte er mit seinem Quartett das Album Mediterraníes vor. Auf seinem Quintett-Album La espuma del mar (2023) stellte er sich erstmals auch als Sänger vor.
Sanz komponierte zudem für das Theater-Ensemble Bambalina teatre practicable die Musik für dessen Aufführungen „Ulysses“, „Cosmos“, das Musical „El Geperut de Notre Dame“ und „Petit Pierre“.